# Bussy FR

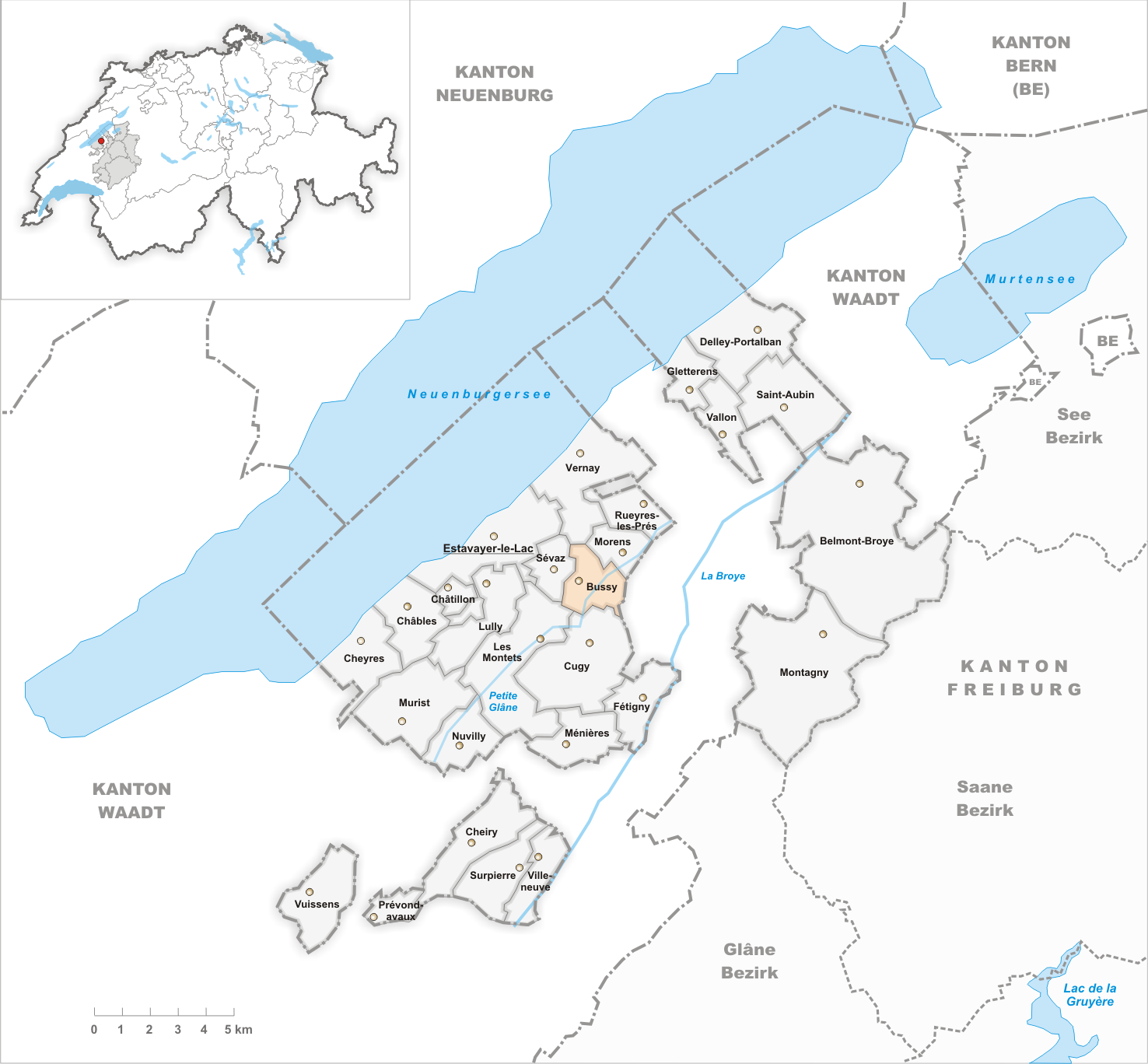
Gemeindestand vor der Fusion am 1. Januar 2017

| FR ist das Kürzel für den Kanton Freiburg in der Schweiz. Es wird verwendet, um Verwechslungen mit anderen Einträgen des Namens Bussy zu vermeiden. |

Bussy war bis zum 31. Dezember 2016 eine politische Gemeinde im Broyebezirk des Kantons Freiburg in der Schweiz. Am 1. Januar 2017 fusionierte Bussy mit den ehemaligen Gemeinden Estavayer-le-Lac, Morens, Murist, Rueyres-les-Prés, Vernay und Vuissens zur neuen Gemeinde Estavayer.

## Geographie
Bussy ist ein kleines Dorf innerhalb der Exklave von Estavayer-le-Lac. Vier Freiburger Gemeinden (Morens, Vernay, Sévaz und Cugy) und eine Waadtländer Gemeinde (Payerne) grenzen an das Gemeindegebiet. In den letzten Jahren wurde das Gebiet durch den Bau der Autobahn A1 stark verändert.
- Höchster Punkt: 500 m
- Tiefster Punkt: 443 m

## Bevölkerung
Mit 496 Einwohnern (Stand 31. Dezember 2016) gehörte Bussy zu den kleinen Gemeinden des Kantons Freiburg. Die gesamte Bevölkerung spricht mit wenigen Ausnahmen französisch, und die Mehrheit (mehr als 85 %) ist römisch-katholisch.
Die Bevölkerungszahl von Bussy belief sich 1850 auf 237 Einwohner, 1900 auf 280 Einwohner. Nach einem Höchststand um 1950 (316 Einwohner) nahm die Bevölkerung durch starke Abwanderung bis 1970 um fast 30 % auf 224 Personen ab. Nach einer Stagnation bis 1990 (229 Personen) war in den nächsten 10 Jahren wieder ein kleines Wachstum zu verzeichnen. Seit 2000 (245 Einwohner) hat sich die Bevölkerung innert 16 Jahren auf 496 Personen Ende 2016 verdoppelt.
Einwohnerzahlen: Volkszählungsdaten

## Wirtschaft
Die Beschäftigung ist aufgeteilt zwischen der Landwirtschaft und dem Dienstleistungssektor. Die Industrie, ausser 2 kleine Betriebe, ist praktisch inexistent. Im 21. Jahrhundert hat sich das Dorf zu einer Wohngemeinde entwickelt. Zahlreiche Erwerbstätige sind deshalb Wegpendler, die in den Regionen Estavayer-le-Lac oder Payerne arbeiten.

## Verkehr
Bussy liegt nördlich der Hauptstrasse 181 zwischen Estavayer-le-Lac und Payerne. Der nächste Anschluss an die Autobahn A1, die von Lausanne nach Bern führt, ist etwa zwei Kilometer vom Ortszentrum entfernt. Durch eine Buslinie der Transports publics Fribourgeois, die zwischen Estavayer-le-Lac und Payerne verkehrt, besitzt Bussy eine Anbindung an das Netz des öffentlichen Verkehrs.

## Geschichte
Während des Mittelalters gehörte Bussy zum Gebiet der Herren von Estavayer. Es wurde 1809 zur selbständigen Gemeinde erhoben.